# Перес, Уго (футболист, 1963)
У́го Эрне́сто Пе́рес Грана́дос (англ. Hugo Ernesto Pérez Granados; род. 8 ноября 1963, Морасан) — американский футболист сальвадорского происхождения, полузащитник. Известен по выступлениям за сборную США. Участник чемпионата мира 1994 года, а также Олимпийских игр 1984 года. Ныне — тренер.

## Клубная карьера
Уго родился в Сальвадоре, когда ему было 11 семья иммигрировала в США, где он начал заниматься футболом. Дед Санчеса тоже был профессиональным футболистом и выступал за сальвадорский клуб «ФАС»
В 1982 году Уго подписал контракт с командой NASL «Лос-Анджелес Ацтекс», но, не сыграв ни одного матча, по окончании сезона покинул её и перешёл в «Тампа-Бэй Раудис». Отыграв в ней сезон Санчес подписал соглашение с «Сан-Диего Сокерз». В новом клубе он стал настоящим лидером, завоевав в 1988 году звание самого полезного футболиста лиги. За команду Уго провёл 154 матча и забил 114 мячей, что является огромным достижением, с учётом того, что он выступал на позиции полузащитника.
В 1990 году Йохан Кройфф приглашал Санчеса в итальянскую «Парму», но Уго должен был сыграть на чемпионате мира, чтобы получить разрешение на работу. Он был включён в заявку национальной команды, но из-за травмы не попал в итоговый список. В том же году Санчес перешёл во французский «Ред Стар», но вскоре покинул команду и без особого успеха выступал за шведский «Эргрюте», «Аль-Иттихад» из Саудовской Аравии. В 1996 году Уго завершил карьеру в родном клубе своего деда «ФАС»

## Международная карьера
30 мая 1984 года в товарищеском матче против сборной Италии Санчес дебютировал за сборную США. В том же году он попал в заявку на участие в летних Олимпийских играх. Уго также помог национальной команде попасть на летние Олимпийские игры 1988 в Сеуле и чемпионат мира 1990, но сам участие в турнирах не смог принять из-за травмы.
За сборную Санчес также выступал на Кубке короля Фахда 1992 и Золотом кубке КОНКАКАФ 1991, где он завоевал золотую медаль.
В 1994 году Уго попал в заявку на участие в домашнем чемпионате мира. На турнире он принял участие в поединке 1/8 финала против сборной Бразилии.
За сборную Санчес сыграл 73 матчей и забил 16 мячей.

## Достижения
Международные
 США
- Чемпионат наций КОНКАКАФ — 1989
- Золотой кубок КОНКАКАФ — 1991
- Кубок короля Фахда — 1992

Личные
- Футболист года в США — 1991